# Koncert Rumene reke za klavir
Koncert Rumene reke za klavir (kitajsko 黃河協奏曲) je klavirski koncert, ki ga je uredil Yin Chengzong in temelji na Kantati za Rumeno reko, ki jo je napisal Xian Xinghai med vojno proti japonski okupaciji. Je najbolj znano kitajsko klavirsko delo in je še danes zelo priljubljeno med kitajskimi poslušalci.

## Zgodovina
Kantata je bila predelana v koncert na vrhuncu kulturne revolucije. Med njo je bil klavir razglašen za meščansko glasbilo, torej je bil nezaželen. Skupina v Moskvi šolanih pianistov, med njimi Yin Chengzong, pa so skušali klavir približati ljudem in se odločili, da predelajo nekaj klasičnih kitajskih pesmi.
Dobili so podporo Maove žene Jiang Qing, ki je bila med kulturno revolucijo zadolžena za kulturo in podprla predelavo Kantate za Rumeno reko v koncert. Yin Chengzong je obdržal štiri originalne stavke, v zadnjega pa je dodal »himno« kulturne revolucije Vzhod je rdeč, ki se konča z zadnjimi takti Internacionale in tako neuradno končal tudi Xian Xinghaijevo kantato, ki ni doživel zmago revolucije leta 1949 in zatorej ni mogel vključiti zmagovalnih pesmi v svoje delo.